# Boselafinis
Els boselafinis (Boselaphini) són una tribu de mamífers artiodàctils. Són els últims supervivents d'una forma molt similar a la dels avantpassats de la subfamília sencera dels bovins. Ambdues espècies tenen característiques anatòmiques i comportamentals relativament primitives i les femelles manquen de banyes. Són originaris dels boscos en ràpid declivi de l'Índia i tendeixen a evitar les planes obertes. El nilgau ha estat introduït al sud de Texas, on una població d'una mica menys de 15.000 animals ofereix una protecció a llarg termini per la seva supervivència.
Se n'han trobat representants fòssils als Països Catalans, incloent-hi l'espècie Tragoportax gaudryi.
- Família Bovidae
  - Subfamília Bovinae
    - Tribu Boselaphini
      - Gènere Tetracerus
        - Antílop quadricorni, Tetracerus quadricornis

      - Gènere Boselaphus
        - Nilgau, Boselaphus tragocamelus